# Saint-Martin-de-la-Place
Saint-Martin-de-la-Place là một xã thuộc tỉnh Maine-et-Loire trong vùng Pays de la Loire phía tây nước Pháp. Xã này nằm ở khu vực có độ cao trung bình 25 mét trên mực nước biển.